# Bushnell (Nebraska)
Bushnell je selo u američkoj saveznoj državi Nebraska. Prema popisu stanovništva iz 2010. u njemu je živjelo 124 stanovnika.